# Phyllotis bonariensis
Phyllotis bonariensis är en däggdjursart som beskrevs av Crespo 1964. Phyllotis bonariensis ingår i släktet storörade möss och familjen hamsterartade gnagare. Inga underarter finns listade i Catalogue of Life.
Arten förekommer i Argentina i sydöstra delen av provinsen Buenos Aires. Den lever i regioner som ligger 500 till 2200 meter över havet. Phyllotis bonariensis vistas i klippiga landskap med glest fördelad växtlighet.